# NGC 6485
NGC 6485 ist eine Spiralgalaxie vom Hubble-Typ Sbc im Sternbild Herkules am Nordsternhimmel. Sie ist schätzungsweise 220 Millionen Lichtjahre von der Milchstraße entfernt und hat einen Durchmesser von etwa 95.000 Lichtjahren.
Das Objekt wurde am 27. Juli 1864 von Albert Marth entdeckt.